# Humphreya coffeata
Humphreya coffeata är en svampart som först beskrevs av Miles Joseph Berkeley, och fick sitt nu gällande namn av Steyaert 1972. Humphreya coffeata ingår i släktet Humphreya och familjen Ganodermataceae.   Inga underarter finns listade i Catalogue of Life.